# Margit Warburg
Margit Warburg (Copenaghen, 15 febbraio 1952) è una sociologa danese.
Dal 2004, è professoressa di Sociologia delle Religioni nel Dipartimento di Studi Interculturali e Regionali all'Università di Copenaghen.  Dal 1979 al 2004 è stata docente associata presso la medesima facoltà.

## Pubblicazioni (selezione)
- Margit Warburg, Hans Raun Iversen, Lisbet Christoffersen e Hanne Petersen, Religion in the 21st Century: Challenges and Transformations, Farnham, Surrey, Ashgate Publishing, Ltd., 28 June 2013, ISBN 978-1-4094-8086-0.
- Margit Warburg, Annika Hvithamar e Brian Arly Jacobsen, Holy Nations and Global Identities: Civil Religion, Nationalism, and Globalisation, in International Studies in Religion and Society, vol. 10, Leida, BRILL, 2009, ISBN 90-04-17828-7.
- (DA) Margit Warburg, Peter Gundelach e Hans Iversen, I hjertet af Danmark: institutioner og mentaliteter, Copenaghen, Hans Reitzels Forlag, 2008, ISBN 978-87-412-5173-8.
- Margit Warburg, Tørre tal om troen, Forlaget Univers, 2007, ISBN 978-87-91668-11-1.
- Margit Warburg, Citizens of the World: A History and Sociology of the Bahaʹis from a Globalisation Perspective, Numen Book Series Studies in the History of Religions, vol. 106, Leida, Brill, 2006, ISBN 978-90-04-14373-9.
- (DA) Margit Warburg, Religionssociologien og globaliseringen, Chaos. Skandinavisk tidsskrift for religionshistoriske studier, vol. 46, Copenaghen, Museum Tusculanum Press, 2006,  pp. 37-51, ISBN 978-87-635-0574-1.
- Margit Warburg e Morten T. Højsgaard, Religion and Cyberspace, Londra, Psychology Press, 2005, ISBN 978-0-415-35763-0.
- Margit Warburg, Annika Hvithamar e Morten Warmind, Baha'i and Globalisation, Renner Studies on New Religions, vol. 7, Aarhus, Aarhus University Press, 2005, ISBN 978-87-7934-109-8.
- Margit Warburg, Bahaʼi, Studies in Contemporary Religion, Salt Lake City, Signature Books, 2003, ISBN 978-1-56085-169-1.
- (SV) Margit Warburg, Jørgen Podemann Sørensen e Mikael Rothstein, Humanistisk religionsforskning: en introduktion till religionshistoria och religionssociologi, Nora, Nya Doxa, 1999, ISBN 978-91-578-0048-0.
- Barker, Eileen; Warburg, Margit (curatori). 1998. New Religions and New Religiosity. Aarhus, Denmark: Aarhus University Press.
- (DA) Margit Warburg, Kompendium til undervisning i babisme og baha'i, Copenaghen, Institut for Religionshistorie, Københavns Universitet, 1995.
- Margit Warburg, The Circle, the Brotherhood, and the Ecclesiastical Body: Bahá'í in Denmark, 1925-1987, Aarhus, Aarhus University Press, 1991.
- (DA) Margit Warburg, Brudstykker til en religionssociologisk materialesamling, Henrik Morell, 1990.
- (DA) Margit Warburg, Iranske dokumenter: forfølgelsen af bahá'íerne i Iran, Copenaghen, Rhodos, 1985, ISBN 978-87-7245-029-2.
- (DA) Margit Warburg e Niels Kastfelt, Kulturmøde i Nigeria: mødet mellem Bachamafolket, engelske koloniembedsmænd og Dansk Forenet Sudan Mission, Copenaghen, Denmark, Gad, 1981, ISBN 978-87-12-45416-8.
- (DA) Margit Warburg, Religionssociologi: grundbog, Copenaghen, Ide og religion, 1979.
- (DA) Margit Warburg, Religion i gymnasiet, HF og seminariet: Forholdet mellem retsgrundlaget og undervisningsmaterialernes indhold, holdninger og pædagogiske principper, Copenaghen, Institut for Religionssociologi, Københavns Universitet, 1978, ISBN 978-87-503-2492-8.